# Hopea gregaria
Hopea gregaria är en tvåhjärtbladig växtart som beskrevs av Van Slooten. Hopea gregaria ingår i släktet Hopea och familjen Dipterocarpaceae. Inga underarter finns listade i Catalogue of Life.

## Bildgalleri

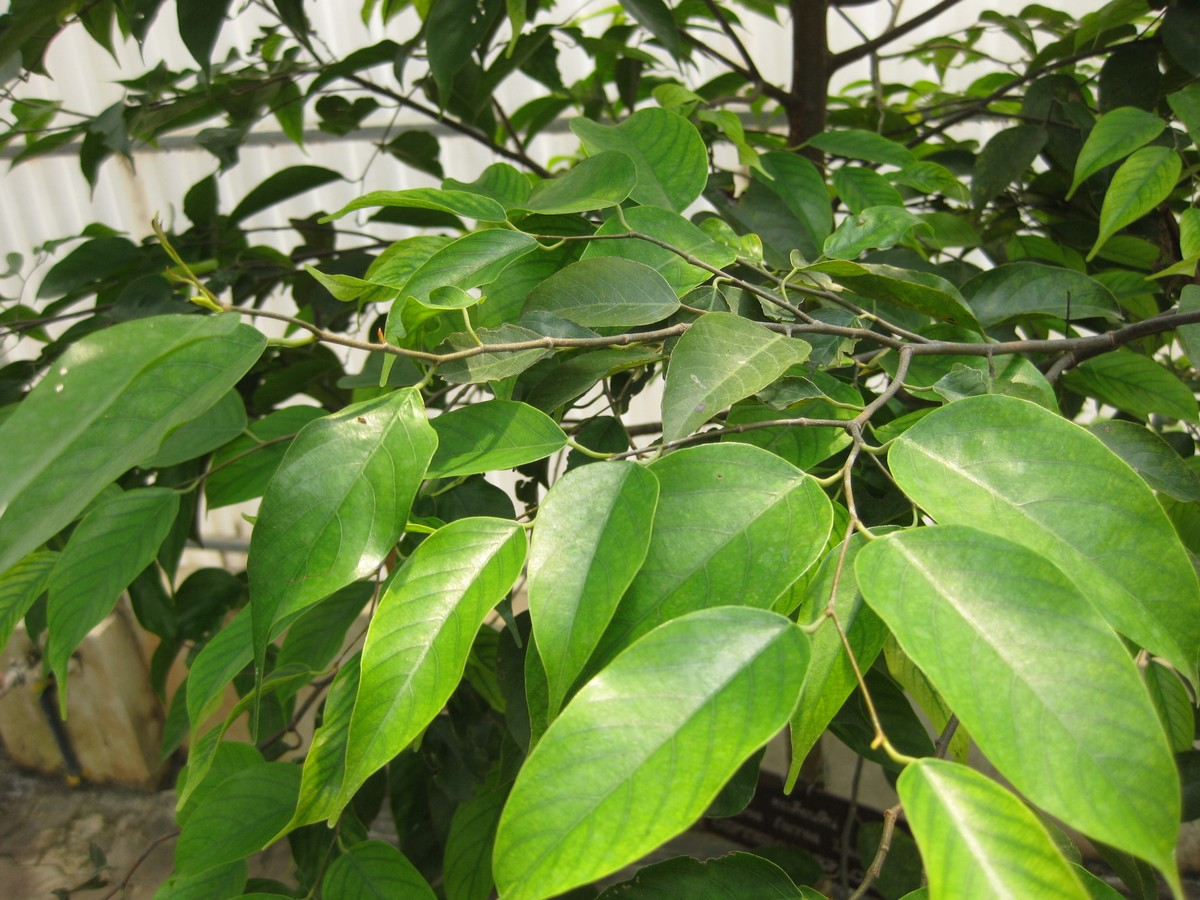
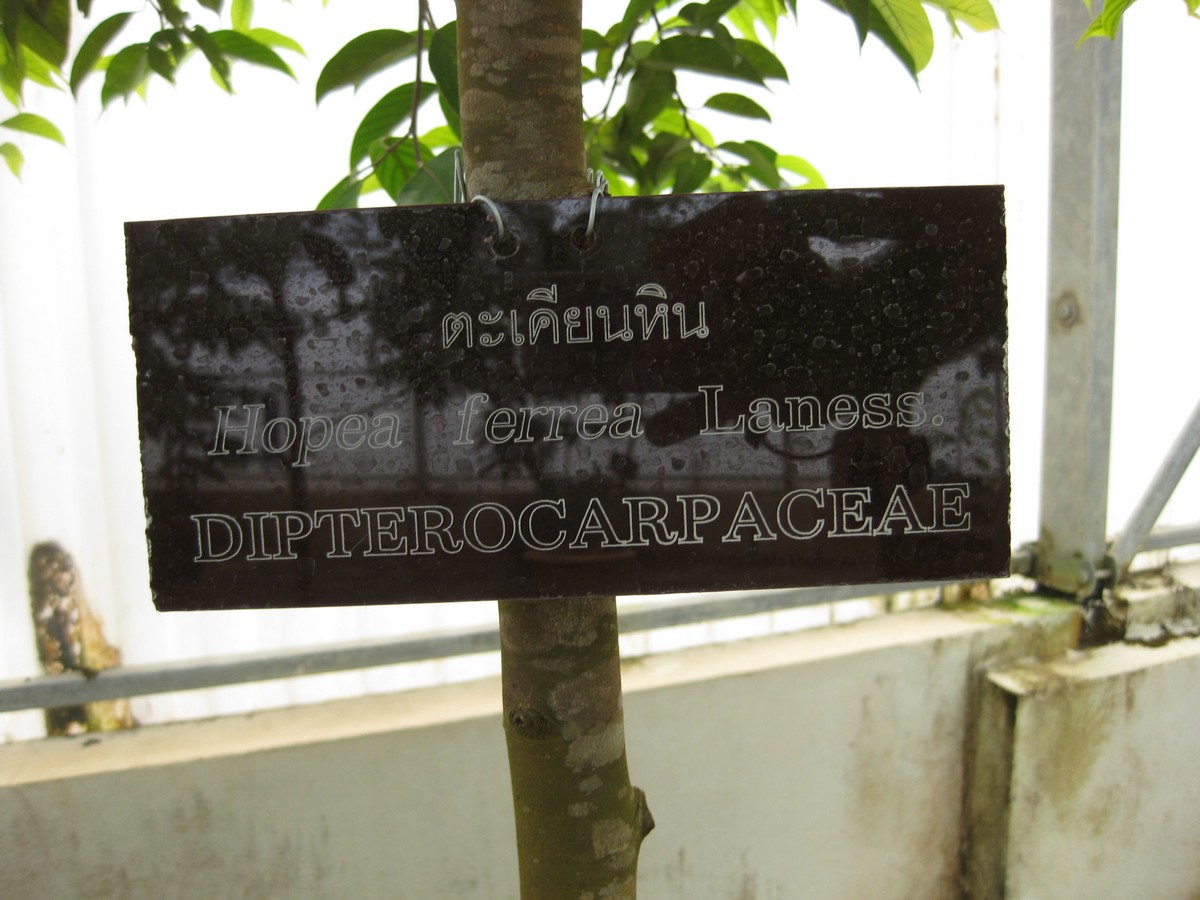
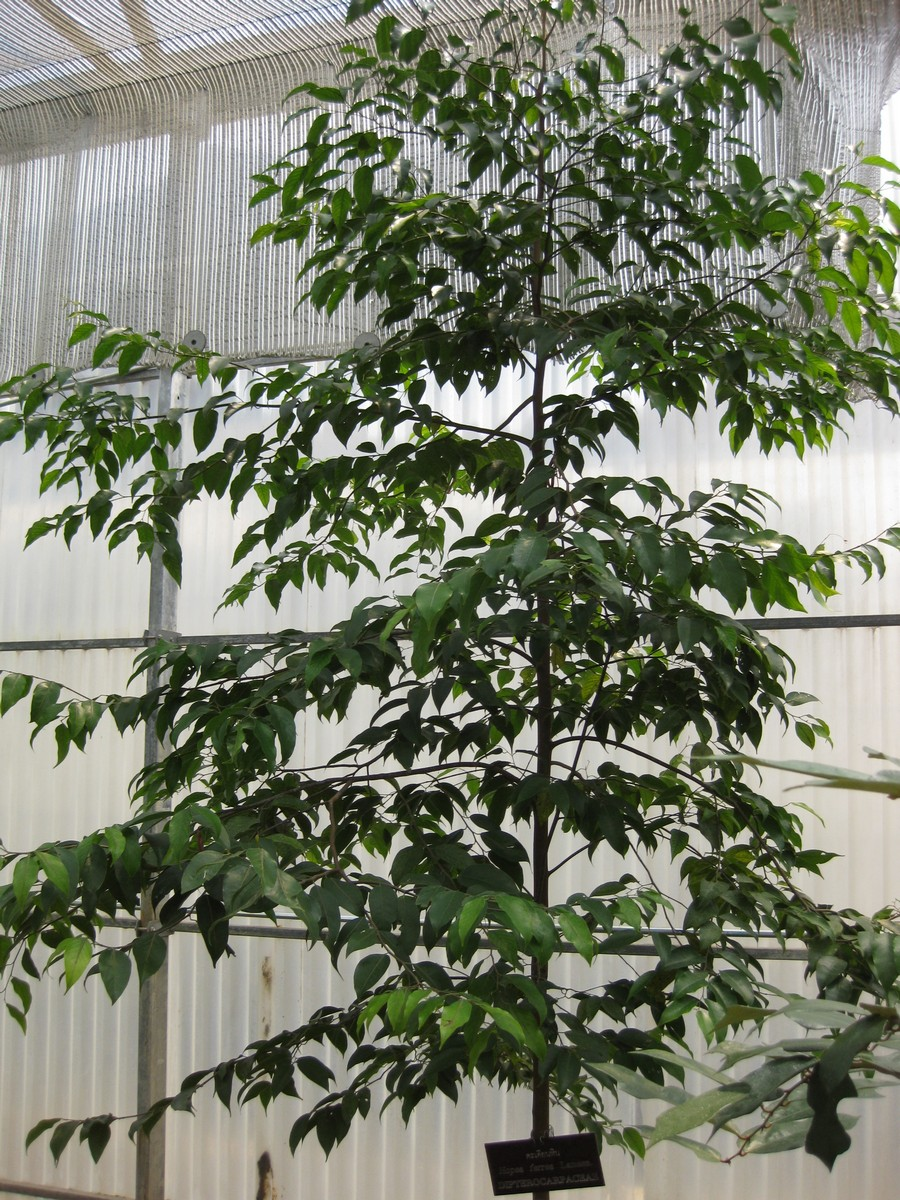
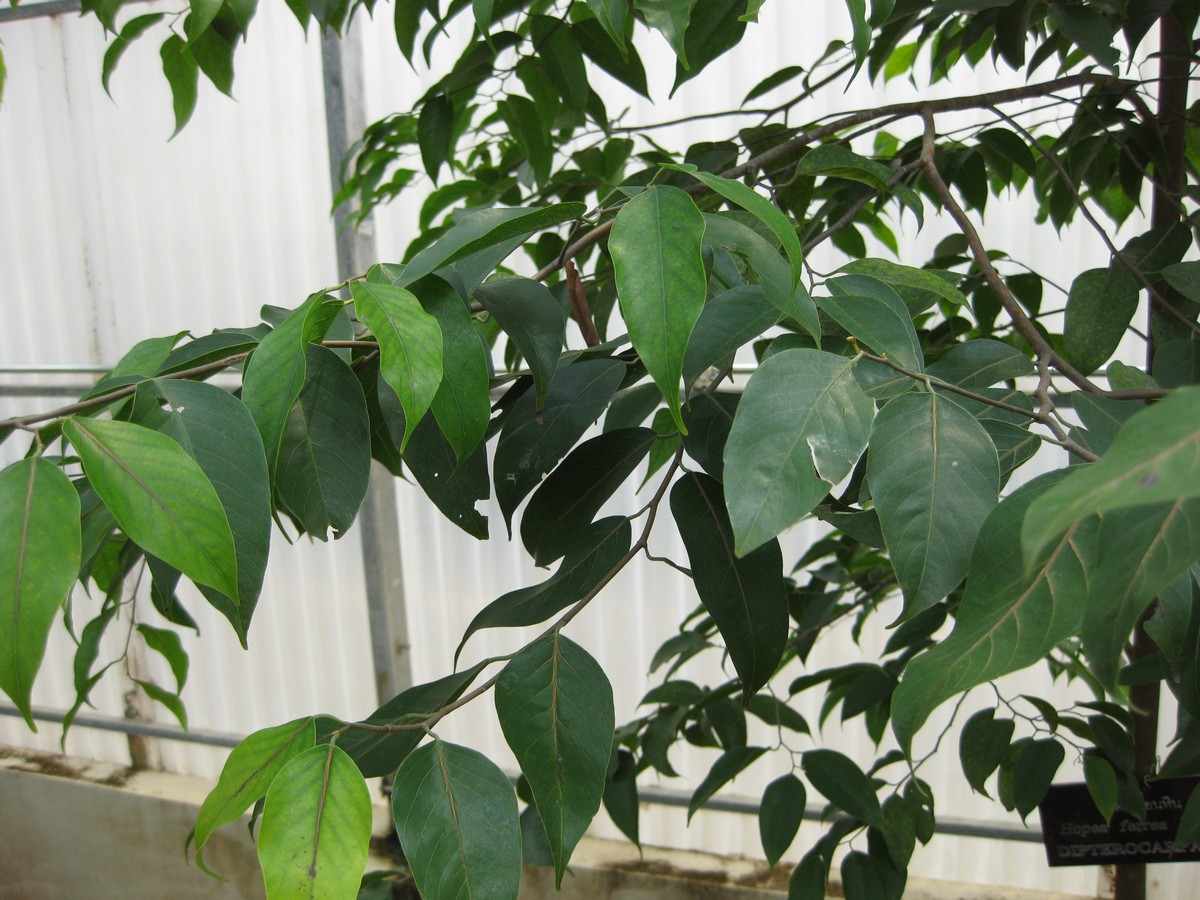